# South Mansfield
South Mansfield és una població dels Estats Units a l'estat de Louisiana. Segons el cens del 2000 tenia 352 habitants.

## Demografia
Segons el cens del 2000, South Mansfield tenia 352 habitants, 154 habitatges, i 93 famílies. La densitat de població era de 197 habitants/km².
Dels 154 habitatges en un 29,2% hi vivien nens de menys de 18 anys, en un 21,4% hi vivien parelles casades, en un 33,1% dones solteres, i en un 39% no eren unitats familiars. En el 35,7% dels habitatges hi vivien persones soles el 20,1% de les quals corresponia a persones de 65 anys o més que vivien soles. El nombre mitjà de persones vivint en cada habitatge era de 2,29 i el nombre mitjà de persones que vivien en cada família era de 2,93.
Per edats la població es repartia de la següent manera: un 30,1% tenia menys de 18 anys, un 9,7% entre 18 i 24, un 22,7% entre 25 i 44, un 19,9% de 45 a 60 i un 17,6% 65 anys o més.
L'edat mediana era de 34 anys. Per cada 100 dones de 18 o més anys hi havia 61,8 homes.
La renda mediana per habitatge era de 12.417 $ i la renda mediana per família de 24.375 $. Els homes tenien una renda mediana de 25.909 $ mentre que les dones 14.000 $. La renda per capita de la població era d'11.069 $. Entorn del 44,9% de les famílies i el 46,3% de la població estaven per davall del llindar de pobresa.

## Poblacions més properes
El següent diagrama mostra les poblacions més properes.